# Маккензи Лэмб, Айван
А́йван Макке́нзи Лэмб (англ. Ivan Mackenzie Lamb, он же Элке Маккензи (Elke Mackenzie); 1911—1990) — англо-американский лихенолог.

## Биография
Айван Лэмб родился на юге Лондона 11 сентября 1911 года. В детстве его семья переехала в Шотландию, Лэмб учился в Эдинбургской академии, которую окончил в 1929 году. В 1933 году получил степень бакалавра наук в Эдинбургском университете. Последующие два года изучал ботанику в Мюнхенском и Вюрцбургском университетах.
С 1935 года Лэмб работал ассистентом Энни Лоррейн Смит в Британском музее, в это время заинтересовался лихенологией. В 1936 году женился на финке Майле Эльвире Лаабейо. В 1942 году Эдинбургский университет присвоил Лэмбу степень доктора философии. С 1944 по 1946 Айван работал в Антарктиде, сопровождая полярника Эндрю Тэйлора. С 1947 года Лэмб преподавал в Институте Лильо в Тукумане. В 1950 году переехал в Канаду, работал ассистентом ботаника Эрлинга Порсилда в Национальном музее Канады в Оттаве.
В 1953 году Айван Лэмб был приглашён на должность директора Библиотеки и гербария Фарлоу Гарвардского университета и покинул Канаду. В 1954 году он присутствовал на VIII Международном ботаническом конгрессе в Париже.
В 1964 году Лэмб исследовал флору водорослей близ Южных Шетландских островов. По возвращении в США у Лэмба начались проблемы с психикой. В 1971 году он решил сменить пол и личное имя, официально став Элке Маккензи. В некоторых работах этого времени Айван Маккензи Лэмб называл Элке Маккензи своей помощницей.
В последующие несколько лет Маккензи потерял интерес к лихенологии, однако начал переводить книги по ботанике с немецкого. С 1976 по 1980 он жил в Коста-Рике, затем переехал в Кембридж. В 1983 году у него был диагностирован боковой амиотрофический склероз. Последние годы жизни он не мог говорить и глотать.
Элке Маккензи умерла в Массачусетском респираторном госпитале в Брейнтри 18 января 1990 года.

## Некоторые научные публикации
- Lamb, I.M. Index nominum lichenum. — New York, 1963. — 809 p.

## Роды и некоторые виды, названные в честь А. Маккензи Лэмба
- Lambia Delépine, 1967
- Buellia lambii C.W.Dodge, 1973
- Neuropogon lambii Imshaug, 1954 [≡ Usnea lambii (Imshaug) Wirtz & Lumbsch, 2011]
- Parmelia lambii Øvstedal, 2008
- Placopsis lambii Hertel & V.Wirth, 1987
- Verrucaria mackenzie-lambii Erichsen, 1940